# Ri Jong-Sik
Ri Jong-Sik (en coreano: 리정식; 20 de febrero de 2000) es un deportista norcoreano que compite en tenis de mesa, en la modalidad de dobles mixto. Participó en los Juegos Olímpicos de París 2024, obteniendo una medalla de plata en el torneo de dobles mixto (junto con Kim Kum-Yong).

## Palmarés internacional
| Juegos Olímpicos | Juegos Olímpicos | Juegos Olímpicos | Juegos Olímpicos |
| Año              | Lugar            | Medalla          | Prueba           |
| ---------------- | ---------------- | ---------------- | ---------------- |
| 2024             | París (Francia)  | Medalla de plata | Dobles mixto     |